# Gonatocerus fasciatus
Gonatocerus fasciatus är en stekelart som beskrevs av Girault 1911. Gonatocerus fasciatus ingår i släktet Gonatocerus och familjen dvärgsteklar. Inga underarter finns listade i Catalogue of Life.